# Жеяне
Жеяне (хорв. Žejane) — населений пункт у Хорватії, у Приморсько-Горанській жупанії у складі громади Матулі.

## Населення
Населення за даними перепису 2011 року становило 130 осіб.
Динаміка чисельності населення поселення:

## Клімат
Середня річна температура становить 8,54 °C, середня максимальна – 20,49 °C, а середня мінімальна – -4,93 °C. Середня річна кількість опадів – 1576 мм.
| Клімат поселення                              | Клімат поселення | Клімат поселення | Клімат поселення | Клімат поселення | Клімат поселення | Клімат поселення | Клімат поселення | Клімат поселення | Клімат поселення | Клімат поселення | Клімат поселення | Клімат поселення | Клімат поселення |
| Показник                                      | Січ.             | Лют.             | Бер.             | Квіт.            | Трав.            | Черв.            | Лип.             | Серп.            | Вер.             | Жовт.            | Лист.            | Груд.            |                  |
| Середній максимум, °C                         | 5,98             | 6,46             | 8,49             | 12,35            | 16,80            | 20,49            | 20,06            | 20,29            | 16,74            | 12,88            | 7,62             | 4,55             |                  |
| Середня температура, °C                       | 0,53             | 1,00             | 3,04             | 6,90             | 11,34            | 15,04            | 17,14            | 17,38            | 13,82            | 9,95             | 4,70             | 1,63             |                  |
| Середній мінімум, °C                          | −4,93            | −4,46            | −2,41            | 1,44             | 5,88             | 9,58             | 14,23            | 14,46            | 10,91            | 7,04             | 1,78             | −1,3             |                  |
| Норма опадів, мм                              | 116              | 97               | 117              | 130              | 119              | 140              | 96               | 117              | 136              | 167              | 188              | 153              |                  |
| Середньомісячна швидкість вітру, м/с          | 2.77             | 3.00             | 3.07             | 2.94             | 2.68             | 2.57             | 2.42             | 2.48             | 2.54             | 2.81             | 2.98             | 2.96             |                  |
| Середньомісячна сонячна радіація, кДж/м²·день | 4498             | 7411             | 10482            | 14670            | 18701            | 20226            | 21325            | 18002            | 13593            | 9010             | 4872             | 3789             |                  |
| --------------------------------------------- | ---------------- | ---------------- | ---------------- | ---------------- | ---------------- | ---------------- | ---------------- | ---------------- | ---------------- | ---------------- | ---------------- | ---------------- | ---------------- |
| Джерело:                                      |                  |                  |                  |                  |                  |                  |                  |                  |                  |                  |                  |                  |                  |